# Beaulieu-lès-Loches
Beaulieu-lès-Loches – miejscowość i gmina we Francji, w Regionie Centralnym, w departamencie Indre i Loara.
Według danych na rok 1990 gminę zamieszkiwały 1864 osoby, a gęstość zaludnienia wynosiła 480 osób/km² (wśród 1842 gmin Regionu Centralnego Beaulieu-lès-Loches plasuje się na 210. miejscu pod względem liczby ludności, natomiast pod względem powierzchni na miejscu 1396.).